# Гидрокарбонат аммония
Гидрокарбона́т аммо́ния (другое название — бикарбона́т аммо́ния) — неорганическое соединение, кислая соль аммония и угольной кислоты с формулой NH4HCO3, бесцветные кристаллы, хорошо растворимые в воде.

## Получение
- Растворение аммиака и углекислого газа в воде:

{\displaystyle {\mathsf {NH_{3}+CO_{2}+H_{2}O\ {\xrightarrow {}}\ NH_{4}HCO_{3}}}}
- Термическое разложение карбоната аммония:

{\displaystyle {\mathsf {(NH_{4})_{2}CO_{3}\ {\xrightarrow {30^{o}C}}\ NH_{4}HCO_{3}+NH_{3}}}}
- Растворение углекислого газа в насыщенном растворе карбоната аммония:

{\displaystyle {\mathsf {(NH_{4})_{2}CO_{3}+CO_{2}+H_{2}O\ {\xrightarrow {}}\ 2NH_{4}HCO_{3}}}}

## Физические свойства
Гидрокарбонат аммония образует бесцветные кристаллы ромбической сингонии, пространственная группа P naa, параметры ячейки a = 0,876 нм, b = 0,1079 нм, c = 0,729 нм, Z = 8.
Хорошо растворяется в воде, не растворяется в этаноле и ацетоне.

## Химические свойства
- При незначительном нагревании разлагается:

{\displaystyle {\mathsf {NH_{4}HCO_{3}\ {\xrightarrow {36-70^{o}C}}\ NH_{3}+CO_{2}+H_{2}O}}}
- С концентрированным раствором аммиака образует нормальную соль:

{\displaystyle {\mathsf {NH_{4}HCO_{3}+NH_{3}\ {\xrightarrow {}}\ (NH_{4})_{2}CO_{3}}}}
- Разрушается кислотами:

{\displaystyle {\mathsf {NH_{4}HCO_{3}+HCl\ {\xrightarrow {}}\ NH_{4}Cl+CO_{2}\uparrow +H_{2}O}}}
- и щелочами:

{\displaystyle {\mathsf {NH_{4}HCO_{3}+2NaOH\ {\xrightarrow {}}\ Na_{2}CO_{3}+NH_{3}\cdot H_{2}O+H_{2}O}}}